# علم الوراثة وعلم الآثار في جنوب آسيا

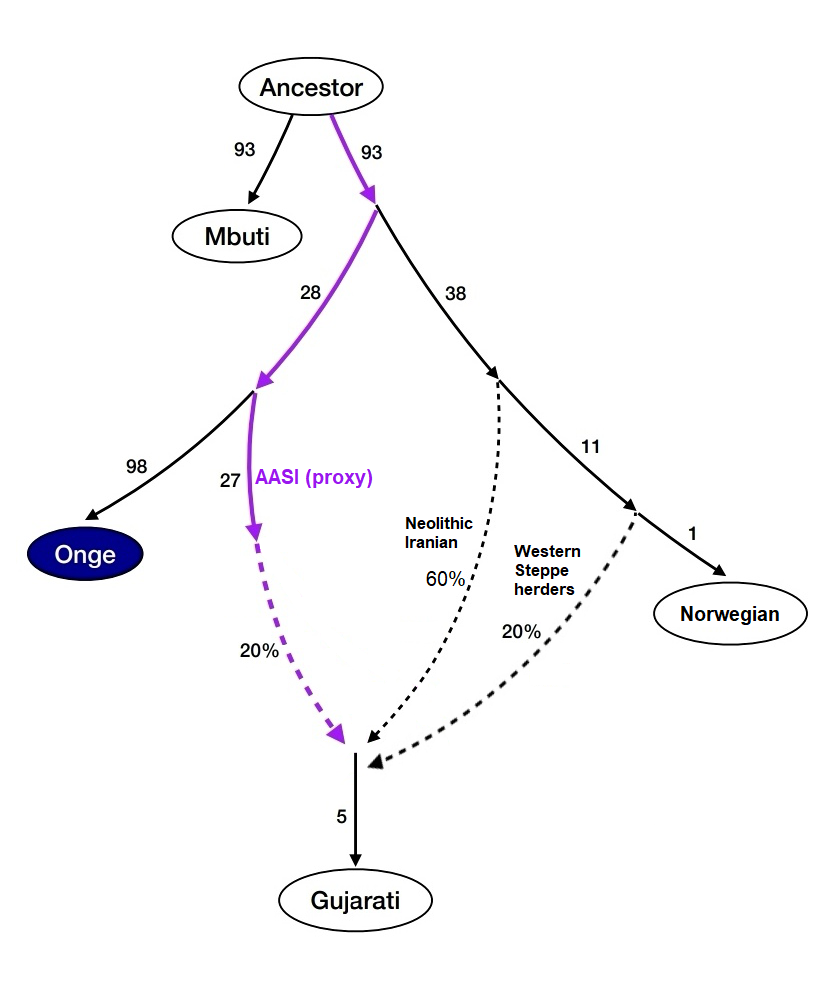
نموذج TreeMix في جنوب آسيا ، الذي يُظهر مساهمات أسلاف شرق أوراسيا التقديرية (المرتبطة بأندامانيز) وغرب أوراسيا (ذات الصلة بأوروبا) تجاه المجموعات العرقية في جنوب آسيا (على سبيل المثال. الغوجاراتية وإيرولا).

علم الوراثة وعلم الأركيولوجيا الجينية في جنوب آسيا هو دراسة علم الوراثة وعلم الأركيولوجيا الجينية للمجموعات العرقية في جنوب آسيا. ويهدف إلى الكشف عن التاريخ الجيني لهذه المجموعات. يجعل الموقع الجغرافي لشبه القارة الهندية تنوعها البيولوجي مهمًا لدراسة الانتشار المبكر للبشر المعاصرين تشريحيًا عبر آسيا.
استنادًا إلى اختلافات الحمض النووي للميتوكوندريا (دنا متقدرة)، أظهرت الوحدة الجينية عبر مجموعات سكانية فرعية مختلفة في جنوب آسيا أن معظم عقد الأسلاف لشجرة النشوء والتطور لجميع أنواع mtDNA نشأت في شبه القارة الهندية. لقد تنوعت استنتاجات الدراسات المستندة إلى تباين كروموسوم Y وتباين الحمض النووي الجسدي.
يمكن وصف التركيب الجيني لجنوب آسيا المعاصرين بأنه مزيج من أصول غرب أوراسيا مع أصول شرق أوراسية متباينة. يتضمن الأخير في المقام الأول مكونًا أصليًا مقترحًا من جنوب آسيا (تسمى سلالة جنوب الهند القديمة، باختصار AASI) يرتبط ارتباطًا وثيقًا بالشعوب الأندامانية، وكذلك بشرق آسيا والسكان الأصليين الأستراليين، كما يتضمن أيضًا مكونات إضافية متغيرة إقليميًا من جنوب وجنوب شرق آسيا.
السلالة المقترحة من نوع أسلاف الهنود الجنوبيين القدماء هي الأقرب إلى الجزء غير الأوراسي الغربي، المسمى S-component، المستخرج من عينات جنوب آسيا، وخاصة تلك من قبيلة إيرولا، وتوجد بشكل عام في جميع المجموعات العرقية في جنوب آسيا بدرجات متفاوتة. يشكل أصل غرب أوراسيا، على وجه التحديد المكون المرتبط بإيران القديمة، المصدر الرئيسي للتركيب الجيني لجنوب آسيا، ومع درجات متفاوتة من أصل أسلاف الهنود الجنوبيين القدماء، شكلت سلالة السند المحيطية حوالي 5400-3700 قبل الميلاد، والتي تشكل السلف الرئيسي لتراث معظم مجموعات جنوب آسيا الحديثة. اختلطت أسلاف منطقة السند، حوالي الألفية الثانية قبل الميلاد، مع موجة غرب أوراسية أخرى، وهي مكون يامنايا-السهوب الوافد الذي يتوسطه الذكور في الغالب لتشكيل أسلاف هنود الشمال (ANI)، بينما ساهمت في نفس الوقت في تكوين أسلافهم. الهنود الجنوبيون (ASI) عن طريق الاختلاط مع الصيادين وجامعي الثمار الذين لديهم نسب أعلى من السلالة المرتبطة بسلالة جنوب الهند القديمة. يطلق على تدرج ANI-ASI، كما يتضح من النسبة الأعلى من ANI في الطبقة العليا تقليديًا والمتحدثين الهندو-أوروبيين، والذي نتج بسبب الاختلاط بين ANI وASI بعد عام 2000 قبل الميلاد بنسب مختلفة، اسم الخط الهندي. يشكل عنصر الأصل الشرقي آسيوي الأصل الرئيسي بين المتحدثين التبتيين البورميين والخاسيين، ويقتصر بشكل عام على سفوح جبال الهيمالايا وشمال شرق الهند، مع وجود كبير أيضًا في المجموعات الناطقة بلغة موندا، وكذلك في بعض السكان في شمال ووسط ووسط الهند. شرق جنوب آسيا.

## ملخص
ينحدر سكان جنوب آسيا المعاصرون من مزيج من أسلاف أوراسيا الغربية (لا سيما مكونات مزارعي العصر الحجري الحديث في إيران ومكونات راعي السهوب الغربية) مع مكون أصلي من جنوب آسيا (تسمى سلالة جنوب الهند القديمة، باختصار AASI) الأقرب إلى غير - الجزء الغربي الأوراسي المستخرج من عينات جنوب آسيا؛ ترتبط ارتباطًا وثيقًا بالشعوب الأندمانية، وكذلك بشعوب شرق آسيا والسكان الأصليين الأستراليين، بالإضافة إلى المكونات الإقليمية المتغيرة الإضافية في شرق/جنوب شرق آسيا على التوالي.

تشكلت سلالة أسلاف الهنود الجنوبيين القدماء المقترحة، والتي يفترض أنها تمثل أصل الصيادين وجامعي الثمار الأوائل وشعوب شبه القارة الهندية، حوالي 40.000 سنة قبل الميلاد. لقد وجد أن أسلاف الهنود الجنوبيين القدماء تختلف عن المجموعات الأوراسية الغربية ولها تقارب وراثي أوثق مع الأوراسيين الشرقيين القدماء (مثل الأندامانيين أونجي أو شعوب شرق آسيا). وبناء على ذلك، استنتج أن سلالة أسلاف الهنود الجنوبيين القدماء انحرفت عن سلالات شرق أوراسيا أخرى، مثل الأستراليين وشعوب شرق/جنوب شرق آسيا، أثناء انتشارهم باستخدام الطريق الجنوبي. يعد شعب أندامان من بين السكان المعاصرين الأكثر ارتباطًا نسبيًا بمكون أسلاف الهنود الجنوبيين القدماء ومن الآن فصاعدًا يستخدم كبديل (غير كامل) له، لكن آخرين (يلمن وآخرون 2019) لاحظوا أن كلاهما يختلفان بشدة عن بعضها البعض، واقتراح المجموعات القبلية الهندية الجنوبية، مثل بانيا وإيرولا كوكلاء أفضل لسلالة جنوب الهند القديمة (AASI)، على الرغم من الإشارة إلى أن هذه المجموعات القبلية تحمل أيضًا درجات متفاوتة من المزيج الإيراني القديم. شيندي وآخرون. أشار عام 2019 إلى أنه يمكن استخدام كل من مجموعتي الأونج الأندامانيون أو شرق سيبيريا كبديل للمكون غير المرتبط بغرب أوراسيا في نموذج الاختلاط qpAdm للفرد المرتبط بـ IVC (المسمى I6113) لأن كلا المجموعتين لديهما نفس العلاقة التطورية مع غير المرتبطين بغرب أوراسيا في I6113 من المحتمل أن يكون ذلك بسبب النسب المشترك بعمق في الزمن. بحسب يانغ (2022):
عثر على هذا الأصل المتميز من جنوب آسيا، والمشار إليه باسم سلالة جنوب الهند القديمة (AASI)، في نسبة صغيرة فقط من سكان جنوب آسيا القدماء والحاضرين. تعد أونجي الحالية من جزر أندامانيز أفضل مجموعة سكانية مرجعية حتى الآن، لكن ناراسيمهان وآخرون. استخدم qpGraph لإظهار أن الاختلاف بين سلالة AASI والأصل الموجود في أونجي الحالي كان عميقًا للغاية. تم العثور على النسب المرتبط بنسب AASI عند مستويات منخفضة في جميع السكان الهنود الحاليين تقريبًا.
تظهر البيانات الجينية أن حدث تدفق الجينات الرئيسي في غرب أوراسيا حدث خلال العصر الحجري الحديث، أو بالفعل خلال عصر الهولوسين (فترة ما قبل العصر الحجري الحديث). هناك أيضًا أدلة على أن بعض السلالات الأوراسية الغربية وصلت إلى جنوب آسيا في وقت سابق، خلال العصر الحجري القديم الأعلى (حوالي 40.000-30.000 سنة قبل الميلاد). يشكل انتشار اللغات الدرافيدية المصدر الرئيسي لمجموعة جينات جنوب آسيا، وساهم في تأسيس جميع سكان جنوب آسيا المعاصرين، مقترنًا بدرجات متفاوتة من اختلاط AASI، أدت السلالة الإيرانية القديمة إلى ظهور سلالة السند المحيطية، والتي تتميز بها. جنوب آسيا الحديثة والمركزية في التراث الوراثي لجنوب آسيا تشير إلى أن السلالة المحددة ذات الصلة بإيران القديمة، انحرفت عن سلالات الهضاب الإيرانية في العصر الحجري الحديث منذ أكثر من 10000 سنة. وفقًا لفريق بحث دولي بقيادة علماء الحفريات القديمة من جامعة يوهانس غوتنبرغ ماينز (JGU)، فإن عنصر السلالة الرئيسي لجنوب آسيا مشتق من مجموعة سكانية مرتبطة بالعصر الحجري الحديث. مزارعون من منطقة الهلال الخصيب الشرقي وإيران.